# Euthriostoma
Euthriostoma is een geslacht van weekdieren uit de klasse van de Gastropoda (slakken).

## Soort
- Euthriostoma saharicum (Locard, 1897)